# Goldene-Rosen-Synagoge (Dnipro)

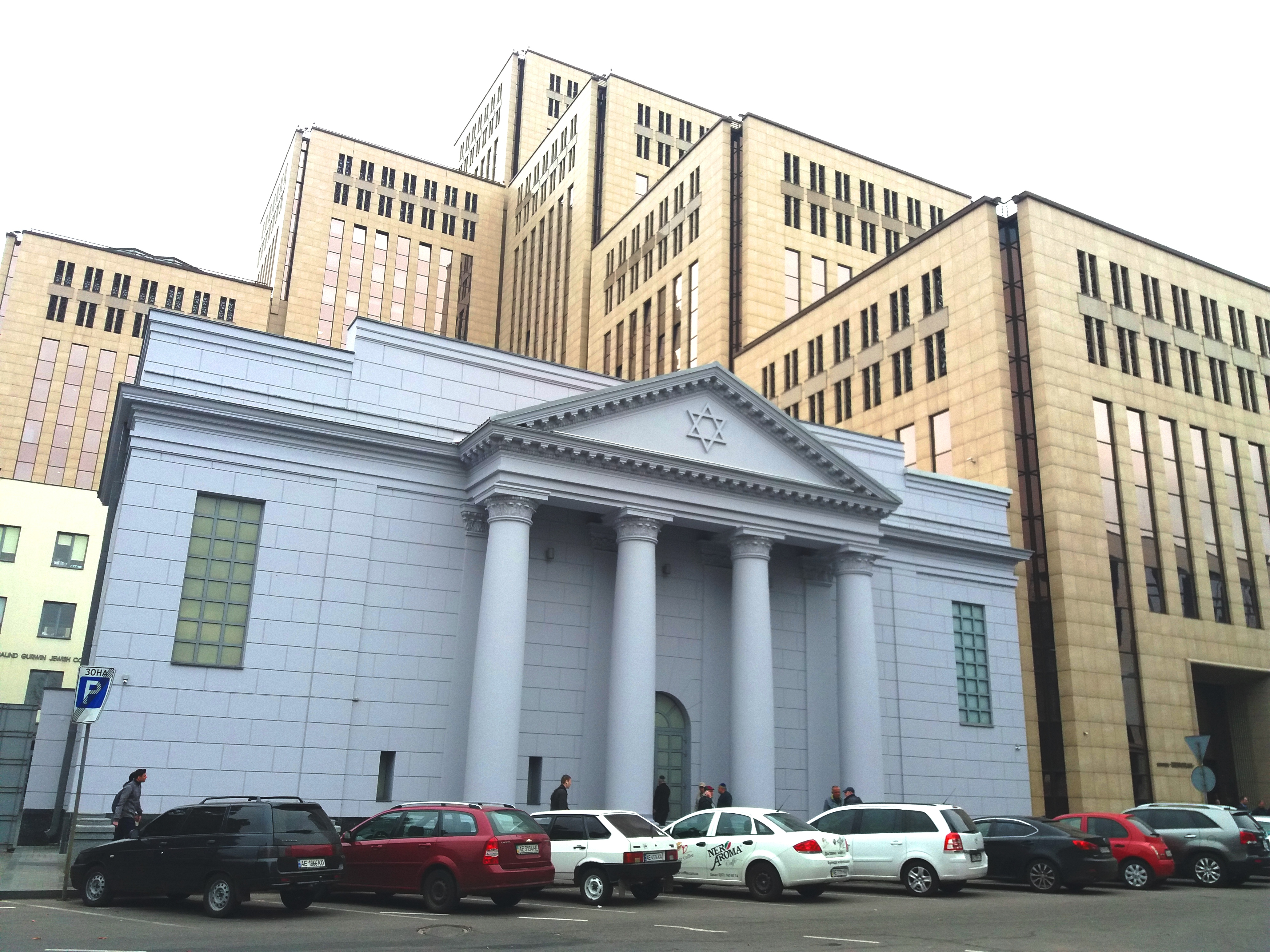
Goldene-Rosen-Synagoge

Die Goldene-Rosen-Synagoge (ukrainisch Дніпровська Хоральна Синагога «Золота Роза»; Дніпровська Хоральна Синагога «Золота Троянда» Dniprowska Khoralna Synahoha „Zolota Rosa“; Dniprowska Khoralna Synahoha "Zolota Troyanda") ist die Hauptsynagoge der ukrainischen Stadt Dnipro, einer der vier ukrainischen Städte, die die größten jüdischen Gemeinden unterhalten.

## Geschichte

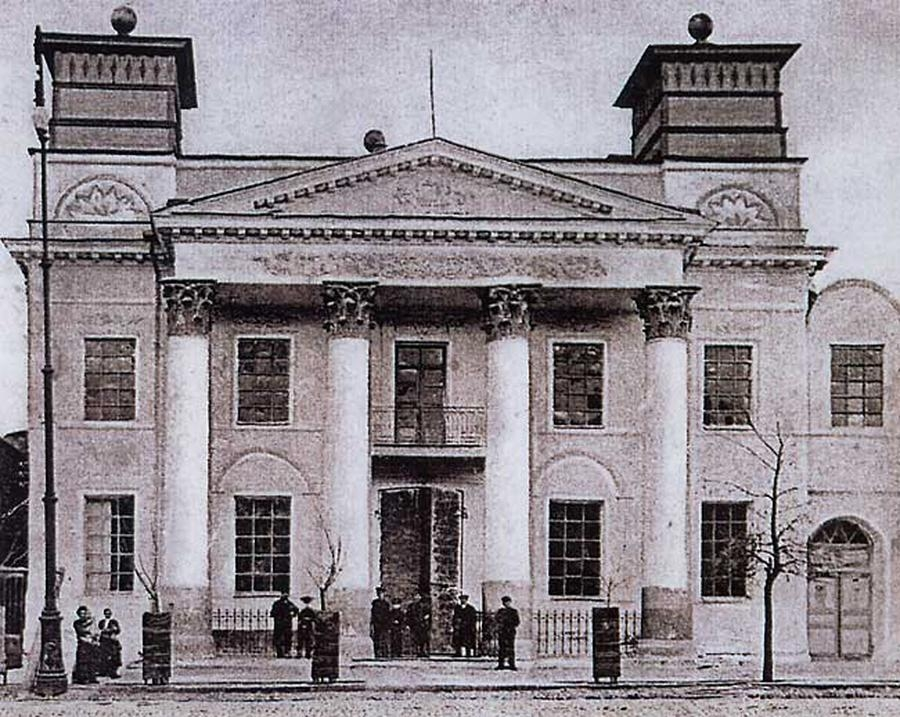
Die Goldene-Rosen-Synagoge um 1900

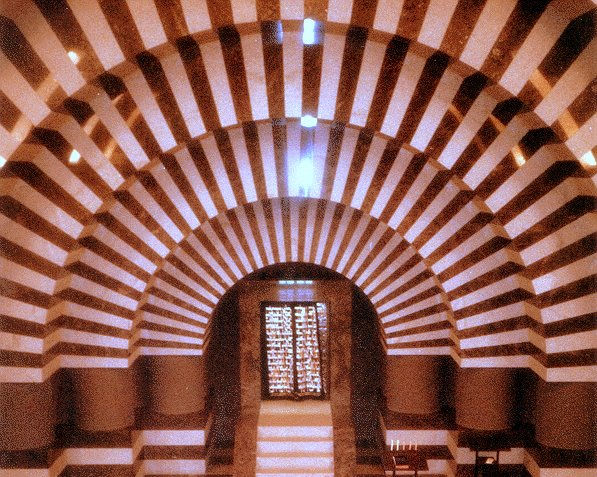
Der von Frank Meisler gestaltete Toraschrein der Goldene-Rosen-Synagoge

Die Goldene-Rosen-Synagoge wurde vor 150 Jahren im damaligen Jekaterinoslaw, dem heutigen Dnipro, erbaut.
Um 1924 wurde das Synagogengebäude als Arbeiterklub und Lagerhaus gebraucht, und anstelle des Davidsterns wurde am Portikus das Staatswappen der Sowjetunion angebracht.
1996 wurde das Synagogengebäude der Jüdischen Gemeinde zurückgegeben, und 1999 begann die Restaurierung, geleitet vom einheimischen jüdischstämmigen Architekten A. Dolnik, wobei der deutsch-britisch-israelische Architekt und Bildhauer Frank Meisler das Foyer, den Gebetsraum und den Toraschrein gestaltete.
Über dem Eingang ins Heiligtum befindet sich eine von Frank Meisler gestaltete Darstellung der Goldene-Rosen-Synagoge.
Zwischen dem Heiligtum/Gebetsraum und dem Eingangsbereich ist eine kleine Rotunda. Diese ist mit dem ersten Satz der Schma Jisrael beschriftet, wobei der hebräische Text aus Richtung Eingang von der gegenüberliegenden Seite nach links verläuft, während die russische Version nach rechts verläuft, bis sich beide treffen. Die Türen zum Aaron haKodesh symbolisieren die Zehn Gebote.
Es gibt Pläne, angrenzend an die Synagoge ein jüdisches Museum namens „Tkumah“ (Wiederbelebung) sowie ein Gemeindezentrum mit einer Bibliothek, einer Suppenküche, Klassenräumen und Büros zu bauen.
Der Direktor der jüdischen Gemeinde von Dnipro ist Wjacheslav Brez, und der Oberrabbiner von Dnipro Shmuel Kamenizki ist auch gleichzeitig führendes Mitglied der Jüdischen Gemeinde der Ukraine.